# 5685 Sanenobufukui
5685 Sanenobufukui eller 1990 XA är en asteroid i huvudbältet som upptäcktes den 8 december 1990 av de båda japanska astronomerna Toshiro Nomura och Kōyō Kawanishi vid Minami-Oda-observatoriet. Den är uppkallad efter astronomen Sanenobu Fukui.
Asteroiden har en diameter på ungefär 12 kilometer och den tillhör asteroidgruppen Gefion.